# NHL Expansion Draft 1974
Der NHL Expansion Draft 1974 wurde am 12. Juni 1974 von der National Hockey League ausgetragen. Der Draft war notwendig geworden, da die Liga vor der Saison 1974/75 mit den Kansas City Scouts und den Washington Capitals um zwei Teams aufgestockt wurde.

## Regeln
Da die Kader der beiden neuen Franchises mit Spielern gefüllt werden mussten, war es nötig, dass beiden neuen Teams jeweils zwischen zwei und vier Spieler aus den bestehenden NHL-Teams auswählen durften. Diese 16 Teams hatten jedoch das Recht, eine gewisse Anzahl an Spielern zu sperren, also nicht für diese Wahl verfügbar zu machen, sodass sie ihre Starspieler behalten konnten.

## Expansion-Draft-Ergebnisse
| Nr. | Spieler               | Ehemaliges Team         | Neues Team          |
| --- | --------------------- | ----------------------- | ------------------- |
| 1.  | Michel Plasse (T)     | Montréal Canadiens      | Kansas City Scouts  |
| 2.  | Ron Low (T)           | Toronto Maple Leafs     | Washington Capitals |
| 3.  | Peter McDuffe (T)     | New York Rangers        | Kansas City Scouts  |
| 4.  | Michel Belhumeur (T)  | Philadelphia Flyers     | Washington Capitals |
| 5.  | Simon Nolet (RF)      | Philadelphia Flyers     | Kansas City Scouts  |
| 6.  | Dave Kryskow (LF)     | Chicago Black Hawks     | Washington Capitals |
| 7.  | Butch Deadmarsh (LF)  | Atlanta Flames          | Kansas City Scouts  |
| 8.  | Yvon Labre (V)        | Pittsburgh Penguins     | Washington Capitals |
| 9.  | Brent Hughes (V)      | Detroit Red Wings       | Kansas City Scouts  |
| 10. | Pete Laframboise (LF) | California Golden Seals | Washington Capitals |
| 11. | Paul Terbenche (V)    | Buffalo Sabres          | Kansas City Scouts  |
| 12. | Bob Gryp (C)          | Boston Bruins           | Washington Capitals |
| 13. | Gary Coalter (C)      | California Golden Seals | Kansas City Scouts  |
| 14. | Gord Smith (V)        | Los Angeles Kings       | Washington Capitals |
| 15. | Gary Croteau (LF)     | California Golden Seals | Kansas City Scouts  |
| 16. | Steve Atkinson (RF)   | Buffalo Sabres          | Washington Capitals |
| 17. | Randy Rota (LF)       | Los Angeles Kings       | Kansas City Scouts  |
| 18. | Bruce Cowick (C)      | Philadelphia Flyers     | Washington Capitals |
| 19. | Lynn Powis (C)        | Chicago Black Hawks     | Kansas City Scouts  |
| 20. | Denis Dupéré (LF)     | Toronto Maple Leafs     | Washington Capitals |
| 21. | John Wright (LF/RF)   | St. Louis Blues         | Kansas City Scouts  |
| 22. | Joe Lundrigan (V)     | Toronto Maple Leafs     | Washington Capitals |
| 23. | Ted Snell (RF)        | Pittsburgh Penguins     | Kansas City Scouts  |
| 24. | Randy Wyrozub (C)     | Buffalo Sabres          | Washington Capitals |
| 25. | Chris Evans (RF/LF)   | Detroit Red Wings       | Kansas City Scouts  |
| 26. | Mike Bloom (C)        | Boston Bruins           | Washington Capitals |
| 27. | Bryan Lefley (V)      | New York Islanders      | Kansas City Scouts  |
| 28. | Gord Brooks (RF)      | St. Louis Blues         | Washington Capitals |
| 29. | Robin Burns (LF)      | Pittsburgh Penguins     | Kansas City Scouts  |
| 30. | Bob Collyard (C)      | St. Louis Blues         | Washington Capitals |
| 31. | Tom Peluso (LF/RF)    | Chicago Black Hawks     | Kansas City Scouts  |
| 32. | Bill Mikkelson (V)    | New York Islanders      | Washington Capitals |
| 33. | Kerry Ketter (V)      | Atlanta Flames          | Kansas City Scouts  |
| 34. | Ron Anderson (RF)     | Boston Bruins           | Washington Capitals |
| 35. | Norm Dubé (LF/RF)     | Los Angeles Kings       | Kansas City Scouts  |
| 36. | Mike Lampman (LF)     | Vancouver Canucks       | Washington Capitals |
| 37. | Rich Lemieux (C)      | Vancouver Canucks       | Kansas City Scouts  |
| 38. | Lew Morrison (RF)     | Atlanta Flames          | Washington Capitals |
| 39. | Dave Hudson (C)       | Vancouver Canucks       | Kansas City Scouts  |
| 40. | Steve West (C)        | Minnesota North Stars   | Washington Capitals |
| 41. | Ken Murray (V)        | Detroit Red Wings       | Kansas City Scouts  |
| 42. | Larry Bolonchuk (V)   | Vancouver Canucks       | Washington Capitals |
| 43. | Dennis Patterson (V)  | Minnesota North Stars   | Kansas City Scouts  |
| 44. | Murray Anderson (V)   | Minnesota North Stars   | Washington Capitals |
| 45. | Ed Gilbert (C)        | Montréal Canadiens      | Kansas City Scouts  |
| 46. | Larry Fullan (LF)     | Montréal Canadiens      | Washington Capitals |
| 47. | Doug Horbel (LF/RF)   | New York Rangers        | Kansas City Scouts  |
| 48. | Jack Egers (RF)       | New York Rangers        | Washington Capitals |